# Fernando Ignacio González Laxe
Fernando Ignacio González Laxe (La Corunya, 6 de setembre de 1952), és un polític gallec. Va ser president de la Xunta de Galícia entre 1987 i 1990.
Llicenciat en Ciències Econòmiques i doctor en Ciències Econòmiques i Empresarials, va començar la seva carrera professional el 1975 com a professor d'Estructura Econòmica en un col·legi universitari de La Corunya. Després del seu pas pel Partit Socialista Gallec, el 1977 es va afiliar al Partit Socialista de Galícia (PSdeG-PSOE), començant la seva carrera política un any després, com a secretari de la Junta preautonòmica, on posteriorment en flou sotsdirector general de Pesca (1979-1980).
A les eleccions municipals de 1979 va ser escollit regidor a La Corunya, fou tinent d'alcalde i portaveu del Grup Socialista en l'ajuntament fins a 1982. González Laxe va ser candidat al Congrés dels Diputats a les eleccions generals espanyoles de 1977 i al Senat a les eleccions generals espanyoles de 1979, sense obtenir escó en cap de les dues eleccions. Va accedir finalment al Senat, com a senador designat per la comunitat autònoma de Galícia el 1986.
Després del triomf socialista a les eleccions generals de 1982, va ser nomenat Director General d'Ordenació Pesquera de al Ministeri d'Agricultura, Pesca i Alimentació, així com a representant espanyol en la Conferència Mundial de la FAO sobre la pesca, i en l'II Congrés Llatinoamericà de Pesca. Des del seu lloc al ministeri va ser el responsable de les negociacions pesqueres d'Espanya amb la Comunitat Econòmica Europea. El novembre de 1985 va ser el candidat del PSdeG-PSOE a la presidència de la Xunta de Galícia. Les eleccions van ser guanyades per Coalició Popular, cosa que va permetre formar govern al popular Xerardo Fernández Albor.
El 1987 González Laxe va presentar una moció de censura contra el govern de Fernández Albor amb el suport de Coalició Gallega i el Partit Nacionalista Gallec. La moció va triomfar i González Laxe va formar un govern de coalició tripartit (28 de setembre de 1987). En 1988 va ocupar la presidència del PSdeG-PSOE. Candidat a la reelecció el 1989, va obtenir acta de diputat autonòmic, amb els millors resultats del PSdeG-PSOE en la història de Galícia (28 escons), que fet i fet van resultar insuficients, ja que el triomf per majoria absoluta de Manuel Fraga li va impedir revalidar la presidència, que va ocupar fins al 2 de febrer de 1990.
En 2000 va renunciar al seu escó al Senat i en 2001 va deixar de ser diputat en el Parlament de Galícia, no tornant a ocupar llocs de rellevància política. Allunyat de la primera línia política, en l'actualitat és catedràtic d'Economia Aplicada a la Universitat de La Corunya. Posseeix l'Orde d'Isabel la Catòlica i la Medalla d'Or de la ciutat de La Corunya.